# Nihm (huyện)
Huyện Nihm là một huyện thuộc tỉnh San`a', Yemen. Đến thời điểm năm 2003, huyện này có dân số 41502 người